# Spit It Out
«Spit it Out» — это сингл группы Slipknot с их одноименного альбома. Также композиция присутствует на демо-альбоме 1998 года. Это второй сингл группы, первым является сингл Wait and Bleed.

## Список композиций
CD сингл 2000 года 
1. «Spit it Out» — 2:41
2. «Surfacing (Live @ Ozzfest 1999)» — 3:46
3. «Wait and Bleed (Live @ Ozzfest 1999)» — 2:45

+ «Spit it Out (видеоклип)» — 3:08
7" сингл 2000 года 
1. «Spit it Out» — 2:41
2. «Surfacing (Live @ Ozzfest 1999)» — 3:46

Американское промо CD 1999 года 
1. «Spit it Out (Edit)» — 2:41
2. «Call-Out Hook» — 0:12

Европейское промо CD 1999 года 
1. «Spit it Out» — 2:41

+ «Spit it Out (видеоклип)» — 3:08
Британское промо CD 2000 года
1. «Spit it Out (Edit)»
2. «Surfacing (Live @ Ozzfest 1999)»
3. «Wait and Bleed (Live @ Ozzfest 1999)»

Американское промо CD 2000 года
1. «Spit it Out»
2. «Surfacing (Live @ Ozzfest 1999)»
3. «Wait and Bleed (Live @ Ozzfest 1999)»

Японская промо-кассета 2000 года
1. «Spit it Out»

## Видеоклип
В видеоклипе на песню Spit it Out отслеживается явная пародия на фильм ужасов Сияние. Это обусловлено тем, что данный фильм является любимым для некоторых членов группы.

## Интерпретация
Эта песня была адресована радиостанции, которая не собиралась ставить песни Slipknot у себя, и, когда они уже стали известными, эта станция начала ставить их чуть ли не ежечасно.

Это о том как одна местная радиостанция (Lazer FM) в нашем родном городе, которая всегда отказывалась ставить наши треки, начала ставить их чуть ли не каждый день когда мы стали известными.
Шон Крейен